# Kenny Sears
Pour les articles homonymes, voir Sears (homonymie).
Kenneth Robert Sears, dit Kenn Sears (né le 17 août 1933 à Watsonville (Californie) et mort le 23 avril 2017 dans la même ville), est un joueur américain professionnel de basket-ball.

## Biographie
Ailier issu de l'université Santa Clara, Kenny Sears joua durant huit saisons (1955-1961 ; puis 1962-1964) en National Basketball Association sous les couleurs des Knicks de New York et des Warriors de San Francisco. Il réalisa des moyennes de 13,9 points par match et 7,8 rebonds dans sa carrière NBA, participant à deux NBA All-Star Game en 1958 et 1959. Sears fut le shooteur le plus adroit de la NBA à deux reprises (1959 et 1960).
Sears passa la saison 1961-62 dans la American Basketball League avant de revenir en NBA.